# 98866 Giannabussolari
98866 Giannabussolari este un asteroid din centura principală de asteroizi.

## Descriere
98866 Giannabussolari este un asteroid din centura principală de asteroizi. A fost descoperit pe 15 ianuarie 2001 la Cima Ekar în cadrul programului Asiago-DLR Asteroid Survey. Asteroidul prezintă o orbită caracterizată de o semiaxă mare de 2,42 ua, o excentricitate de 0,14 și o înclinație de 6,0° în raport cu ecliptica.